# Phan Văn Kỷ
Phan Văn Kỷ là kiểm sát viên cao cấp Việt Nam. Ông hiện giữ chức vụ Viện trưởng Viện kiểm sát nhân dân tỉnh Điện Biên.

## Tiểu sử
Phan Văn Kỷ là đảng viên Đảng Cộng sản Việt Nam.
Từ ngày 15 tháng 11 năm 2017, Phan Văn Kỷ, Phó Viện trưởng phụ trách Viện kiểm sát nhân dân tỉnh Điện Biên, được Viện trưởng Viện kiểm sát nhân dân tối cao Việt Nam bổ nhiệm giữ chức vụ Viện trưởng Viện kiểm sát nhân dân tỉnh Điện Biên.
Năm 2018, Phan Văn Kỷ là Bí thư Ban cán sự Đảng Cộng sản Việt Nam, Viện trưởng VKSND tỉnh Điện Biên.
Từ ngày 1 tháng 12 năm 2018, ông được Viện trưởng Viện kiểm sát nhân dân tối cao Việt Nam Lê Minh Trí bổ nhiệm chức danh Kiểm sát viên cao cấp.